# Falls City (Nebraska)
Falls City – miasto w Stanach Zjednoczonych, w stanie Nebraska, siedziba administracyjna hrabstwa Richardson.